# Zingel
Zingel (cu o denumire mai veche Aspro) cunoscuți în limba română ca fusari, este un gen de pești teleosteeni perciformi din familia percide răspândiți în apele dulci din Europa..

## Descriere
Au corpul alungit, fusiform, necomprimat lateral. Capul este turtit dorsoventral, botul este proeminent, lung, ascuțit sau obtuz. Pedunculul caudal este lung, necomprimat lateral. Ochii sunt mici și privesc în sus.
Gura este mică, inferioară, semilunară, slab protractilă și este prevăzută cu dinți mărunți, uniformi, dispuși în formă de perie; caninii lipsesc.
Marginea posterioară a opercularului slab zimțuită, cea inferioară netedă. Opercularul se termină cu 2-3 prelungiri posterioare ascuțite (țepi). Aparatul opercular cu 7 radii branhiostegale și o pseudobranhie normal dezvoltată.
Au două înotătoare dorsale distanțate între ele, prima cu 8-15 țepi, a doua cu 10-20 de radii ramificate. Înotătoarea anală este lungă, cu 8-13 radii ramificate. Înotătoarele ventrale orizontale, mult mai mari decât cele pectorale sunt distanțate între ele, fiind separate printr-un spațiu mai mare decât lățimea bazei lor; radia ventralelor este simplă netransformată în țep. Înotătoarea caudală este slab scobită.
Solzii sunt mărunți și acoperă cea mai mare parte a capului (dorsal ajung până la nări); solzii lipsesc pe piept și pe istm. Linia laterală este completă, aproape rectilinie.
Papila urogenitală este prezentă. Vezica înotătoare lipsește.
Coloana vertebrală are 43-49 de vertebre. Suborbitarele, preopercularul și interopercularul au cavități mucifere. Osul maxilar este acoperit de cel preorbital.

## Specii
Genul Zingel conține 4 specii:
- Zingel asper Linnaeus, 1758 - în bazinul Ronului
- Zingel balcanicus S. L. Karaman, 1937 - în bazinul Vardarului
- Zingel streber Siebold, 1863 - în bazinele Dunării și Nistrului
- Zingel zingel Linnaeus, 1766 - în bazinele Dunării și Nistrului

## Specii din România și Republica Moldova
În apele României și Republicii Moldova, trăiesc două specii:
- Zingel zingel Linnaeus, 1766  – Fusar mare
- Zingel streber Siebold, 1863 – Fusar